# Jules Renkin

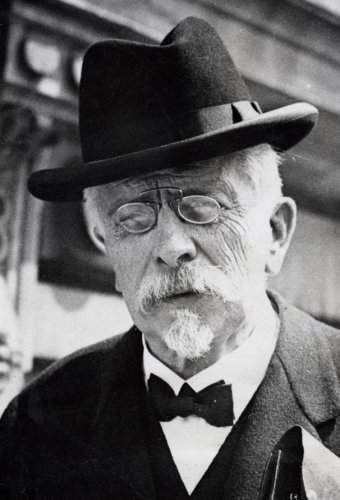
Jules Renkin (1931)

Jules Laurent Jean Renkin (* 3. Dezember 1862 in Elsene; † 15. Juli 1934 in Brüssel) war ein belgischer katholischer Politiker und Premierminister.

## Studium und berufliche Tätigkeiten
Nach dem Studium der Rechtswissenschaften und der Promotion zum Doctor iuris 1884 an der Katholischen Universität Löwen war er als Rechtsanwalt tätig. 1891 war er Mitbegründer der Zeitschrift L’Avenir Soziale – Journal démocratique catholique.

## Politische Laufbahn

### Abgeordneter
Renkin gehörte zunächst dem christdemokratischen Flügel der Katholijke Partij an und übernahm im Lauf seines politischen Lebens zunehmend konservativere Positionen ein. 1895 bis 1907 war er Mitglied des Gemeinderates von Elsene. Von 1896 bis zu seinem Tod war er Mitglied der Abgeordnetenkammer und vertrat dort die Interessen des Arrondissements Brüssel.

### Minister
1907 wurde er von Premierminister Jules de Trooz erstmals zum Minister berufen und leitete in dessen Kabinett vom 2. Mai 1907 bis zum 9. Januar 1908 das Justizministerium. Anschließend war er vom 9. Januar 1908 bis zum 21. November 1918 über zehn Jahre der erste Minister für die Kolonien in den Kabinetten von Frans Schollaert, Charles de Broqueville und Gerhard Cooreman. Sowohl zuvor als auch in diesem Amt setzte er sich für die Aufnahme des Kongo als belgische Kolonie ein und erließ während des Ersten Weltkrieges mehrere Dekrete zur Verwaltung des Kongo.
Vom 21. November 1918 bis zum 16. Dezember 1921 war er Minister für Post, Telegraphie und Eisenbahnen in den Regierungen von Léon Delacroix und Henri Carton de Wiart sowie zusätzlich 1919 bis 1920 Innenminister. 1920 wurde ihm der königliche Ehrentitel eines „Staatsministers“ verliehen.

### Premierminister 1931 bis 1932
Bis zu seinem Amtsantritt als Premierminister, Innenminister und Minister für Volksgesundheit am 6. Juni 1931 übte er keine weiteren Ministerämter aus, sondern war wieder als Rechtsanwalt tätig. Seine bis zum 22. Oktober 1932 dauernde Regierungszeit war geprägt von Gesetzesänderungen in den Bereichen Verwaltung und Unterricht sowie der zunehmenden Wirtschaftskrise. Zuletzt übernahm er auch noch das Amt des Finanzministers in seinem Kabinett.

## Biographische Quellen
- Biographie in der Nieuwe Encyclopedie van de Vlaamse Beweging
- Biographie auf der Homepage des Premierministers von Belgien (Seite nicht mehr abrufbar. Suche in Webarchiven)
- Nachruf in ars-moriendi